# 柴田祐規子
柴田 祐規子（しばた ゆきこ、旧姓：貫名 - ぬきな、1967年2月22日 - ）は、NHKのチーフアナウンサーである。

## 人物
筑波大学附属高等学校を経て上智大学卒業後、1989年、ディレクターとして入局。

## 現在の出演番組
- ラジオ深夜便（2008年7月 - 2014年6月：原則として第2・4土曜日、2014年4月 - ?：第2・4火曜日[1]、2018年4月 -：第4土曜日 )
- Nらじ　（R1、2024年4月 - ） - 水 - 金曜キャスター

## 過去の出演番組
岡山放送局時代（1989年度 - ）
- 岡山のニュース・気象情報・中継

東京アナウンス室時代（1度目）（ - 2006年7月）
- シリーズ10min.地球ウォッチ（1996年）
- NHKスペシャル
  - 宇宙 未知への大紀行（2001年） - ナレーション
- こんにちはいっと6けん（土曜日のみ、2001年4月 - 2003年3月）
- シネマ・ナビゲーション（2003年 - 2004年） - 司会
- 映画ほど!ステキなものはない（2004年） - 司会
- 連続テレビ小説 ファイト（2005年度上期） - ナレーション
- 地球に乾杯 - ナレーション
- 経済羅針盤（2005年4月 - 2006年7月） - 司会[2]
- シネマの扉

横浜放送局時代（2006年8月 - 2008年6月）
- アナウンス統括
- FMラジオニュース（不定期）

ラジオセンター時代（2008年7月 - 2014年6月）
- 日本海軍 400時間の証言（2009年8月9日 - 11日）
- とっておきラジオ 「被災地からの声 NHK東日本大震災音声アーカイブス」（原則最終土曜日、ラジオ第1）
- コズミック　フロント〜発見！驚異の大宇宙〜 - ナレーション

静岡放送局時代（2014年6月 - 2017年度）
- 静岡県のニュース・中継・リポート
- たっぷり静岡（不定期、吉田一貴、伊藤海彦不在時の代理キャスター など）
- ニュースしずおか845（不定期）
- ニュースしずおか645（不定期）
- おはよう静岡（不定期）

東京アナウンス室時代（2度目）（2018年度 - 2022年6月）
- シリーズ 金正恩の野望 「第2集 39号室 外貨獲得の闇」（2018年4月21日） - ナレーション
- “ゴーン・ショック” 逮捕の舞台裏で何が（2018年11月25日） - ナレーション

放送研修センター時代（2022年7月 - ）
- 日曜美術館（2019年4月 - 2024年3月） - 司会、ナレーション

※この他、ドキュメンタリー番組のナレーション、地上波テレビ・AM・FM各放送のコールサインのアナウンスも担当。